# A lóvátett város
A lóvátett város Mark Twain szatirikus novelláinak egyike. Magyarra fordította: Szász Imre. Sok kiadást ért meg novelláskötetekben magyar nyelven is.

## Tartalom
„A lóvátett város” egy tisztességére és becsületességére a felszínen büszke, azonban más városokhoz hasonlóan képmutató, önhitt kisváros. Egy szép napon jön egy régesrég megbántott, bosszúvágyó idegen, és arannyal teli zsákot ajánl fel annak, aki előbb be tudja bizonyítani, hogy megérdemli a tömérdek aranyat.
Mark Twain novellája először a Harper's Monthlyban jelent meg 1899 decemberében, majd a Harper & Brothers adta ki a The Man That Corrupted Hadleyburg and Other Stories and Essays című 1900-as kötetében. Vannak, akik ezt a történetet a „Garden of Edennel” vetik össze, és a város megrontóját a Sátánnal társítják.
A történetben egy város megvesztegethetetlen hírnevet szerzett. Lakossága a kísértés elkerülésére képzett. Egy sértett idegen viszont bosszút áll a város lakosságán egy állítólag elfeledett hála miatt. A város 19 legjelentősebb személye hamis ürügyre hivatkozva követeli a jutalmat. Becstelenségük nyilvánvalóvá válik, és nyilvánosan megszégyenülnek.
„Sok-sok évvel ezelőtt történt. Hadleyburg volt a környék legbecsületesebb és legtisztességesebb városa. Hírnevét három nemzedéken át megóvta minden szennytől, s büszkébb volt rá, mint bármelyik tulajdonára...
Olyan büszke volt rá, s annyira biztosítani akarta fennmaradását, hogy már a bölcsőben tanítani kezdte csecsemőit a becsületes magatartásra, s e pillanattól fogva ezt a tanítást tette kultúrájuk alapjává.”
Hadleyburg kicsiny amerikai város, neve a tisztesség valódi példája volt. Hadleyburg tizenkilenc vezető polgára mind áldozatául esik a körmönfont bosszúnak. Az egész városról kiderül, hogy a megvesztegethetetlensége merő kirakat.
„A lóvátett város” talmi áltisztesség leleplezése.

## Adaptációk
- 1976: a történet rádióadaptációját a CBS Radio Mystery Theatre 1976. január 9-én mutatta be Fred Gwynne és Earl Hammond főszereplésével.
- 1980: 39 perces televíziós film a PBS American Short Stories sorozatának részeként. Először 1980. március 17-én adták le. A Monterey Media kiadta a DVD-változatot 2004-ben.
- 2000: A történet egyik adaptációjában a Persky Ridge Players szerepel. A filmet a montanai glasgow-i moziban forgatták.
- 2019: a Jiangsu Huai Opera „Kisváros” címmel mutatta be a történetet, a főszereplők Chen Mingkuang és Chen Cheng voltak. Kétéves kínai turnéjuk során a társulat 2019-ben Európa-szerte előadta a darabot.